# Nanchangshan (häradshuvudort i Kina, Shandong Sheng, lat 37,92, long 120,73)
Nanchangshan (kinesiska: 南长山, 长岛县) är en häradshuvudort i Kina. Den ligger i provinsen Shandong, i den östra delen av landet, omkring 360 kilometer nordost om provinshuvudstaden Jinan. Antalet invånare är 44 025. Befolkningen består av 21 735 kvinnor och 22 290 män. Barn under 15 år utgör 11,0 %, vuxna 15-64 år 77 %, och äldre över 65 år 11,0 %.
Närmaste större samhälle är Dengzhou, 12,1 km söder om Nanchangshan. 
Genomsnittlig årsnederbörd är 750 millimeter. Den regnigaste månaden är juli, med i genomsnitt 295 mm nederbörd, och den torraste är januari, med 11 mm nederbörd.